# 史陶諾動亂
史陶諾動亂（英語：Stono rebellion）是一場發生在美國南卡羅來納州的奴隸叛亂。
1739年9月的一個星期天，當農場主和白人管家們都前往教堂禮拜。一群奴隸聚集起來攻擊了附近城鎮的商店，他們燒毀了大半個農場、掠奪財物、殺死二十多名白人男子、婦女和兒童。
混亂很快得到平息，叛亂首領被處決，殖民者用對他的處罰告誡參與鬧事的其他同黨。
此事件發生之後，南卡羅來納州立法委制定了相關的法律來限制奴隸起義，以確保他們不再有機會聚眾反叛。